# Dodge Phoenix
Dodge Phoenix – samochód osobowy klasy pełnowymiarowej produkowany pod amerykańską marką Dodge w latach 1960 – 1972.

## Pierwsza generacja

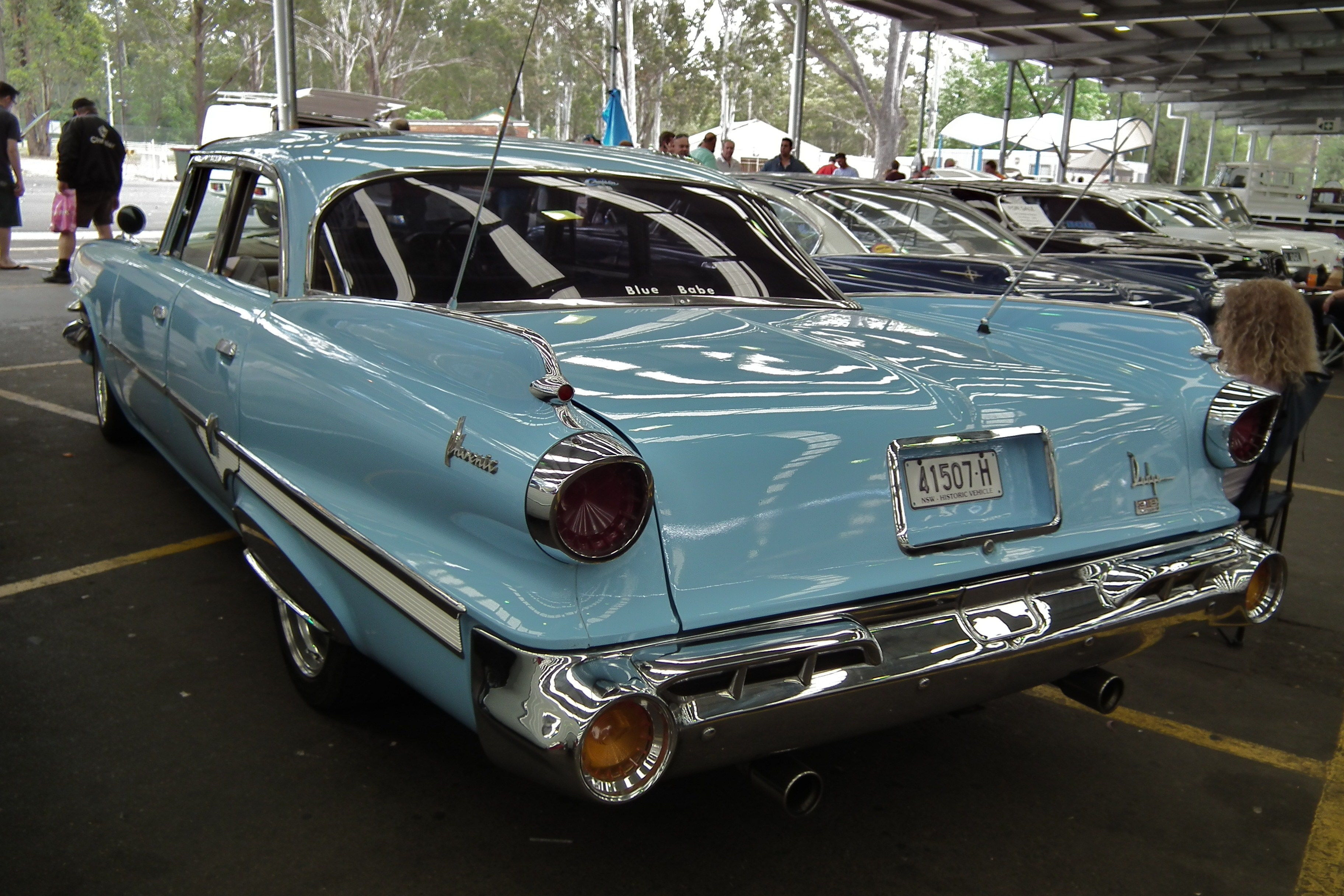
Dodge Phoenix I - tył

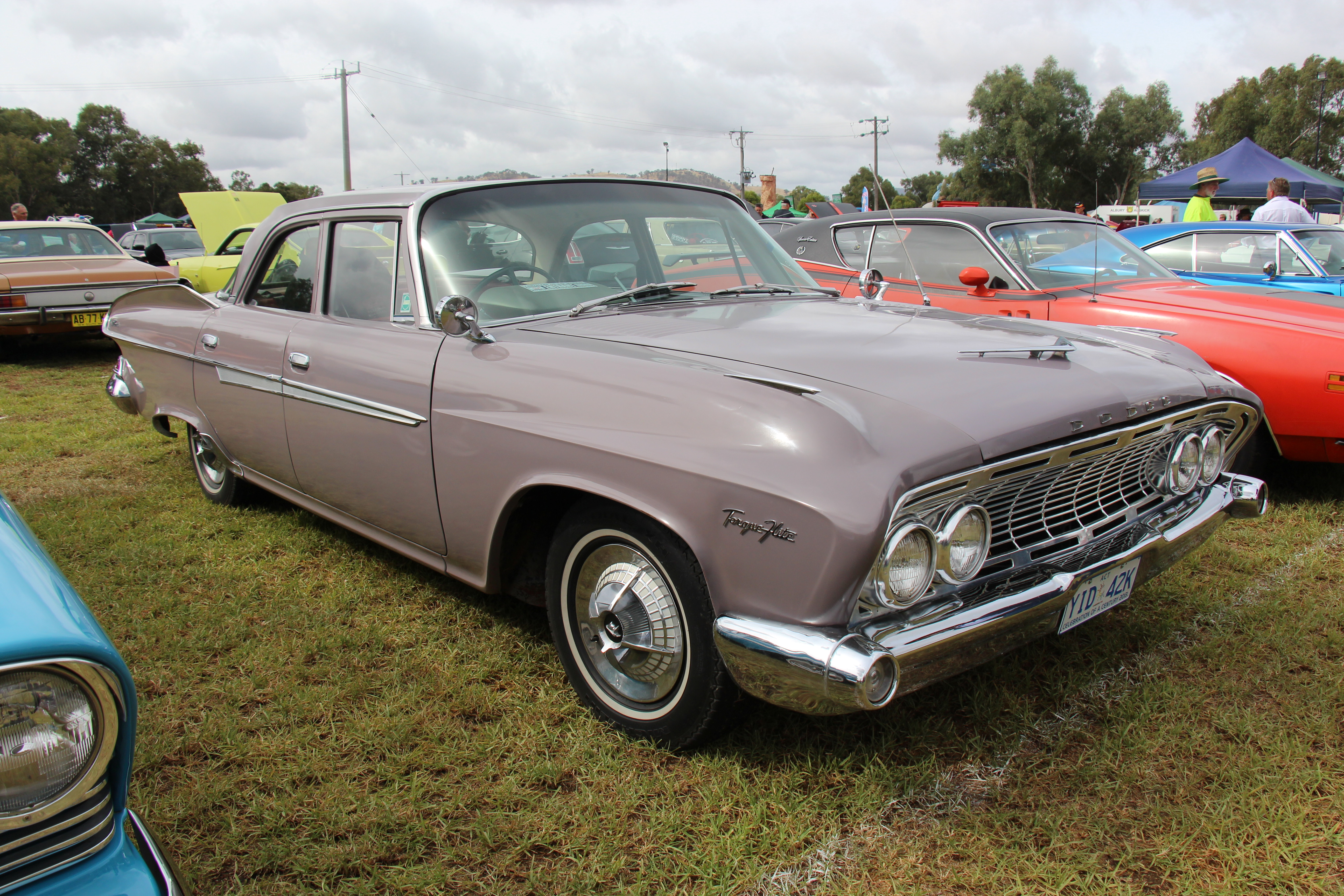
Dodge Phoenix I po liftingu

Dodge Phoenix I został zaprezentowany po raz pierwszy w 1960 roku.
W 1960 roku australijski oddział Chryslera zdecydował się uzupełnić lokalną ofertę Dodge o model Phoenix, który był identyczny z oferowanym w Ameryce Północnej Dodge'em Polarą. Samochód, poza kierownicą po prawej stronie i innymi emblematami modelu, wytwarzany był w zakładach w Adelaide przez kolejne 2 lata. W 1961 roku samochód przeszedł obszerną modernizację, zyskując bardziej kanciaste panele nadwozia.

### Silnik
- V6 4.4l
- V6 6.3l

## Druga generacja

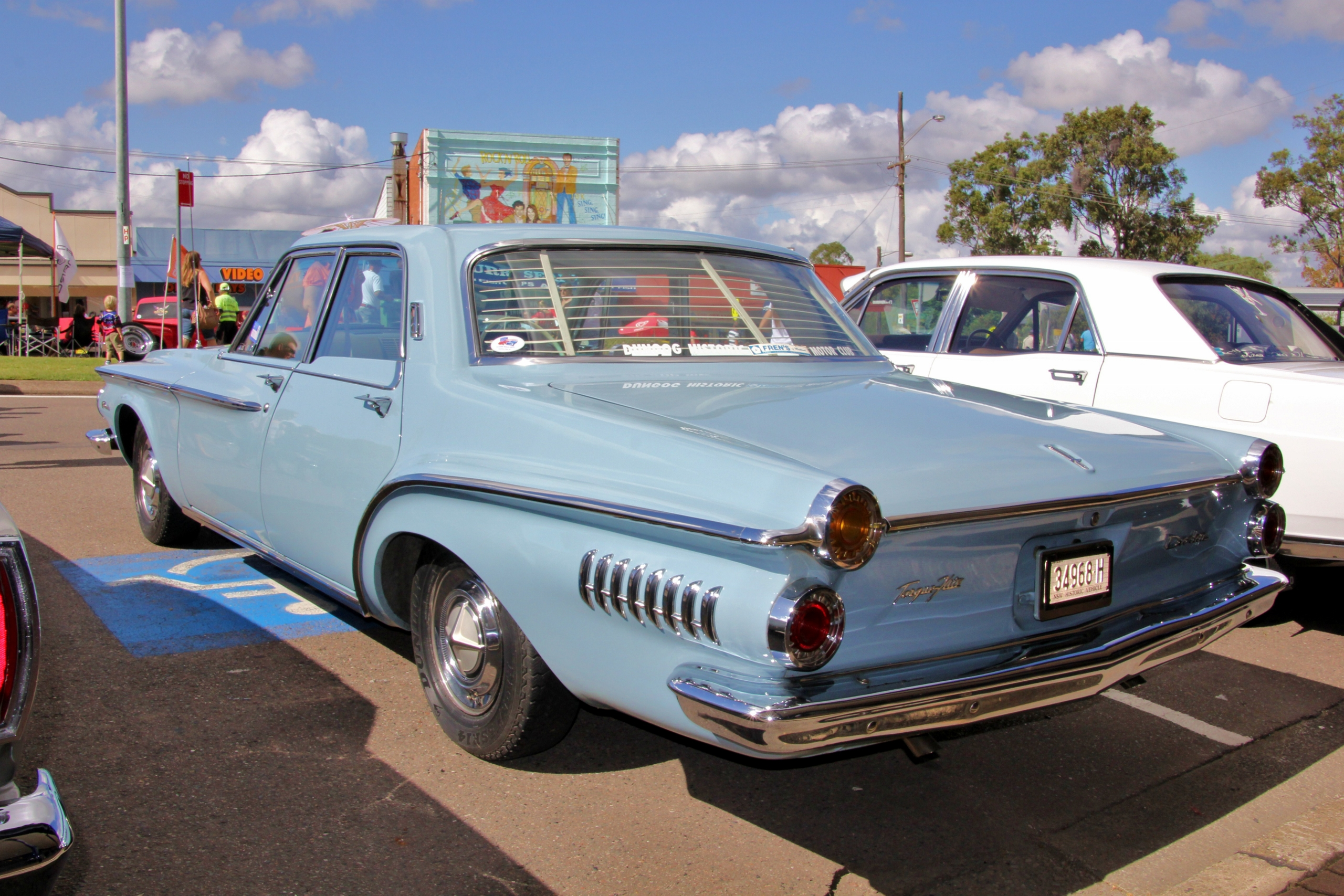
Dodge Phoenix II - tył

Dodge Phoenix II został zaprezentowany po raz pierwszy w 1962 roku.
W 1962 australijski oddział Dodge przedstawił drugą generację modelu Phoenix, która podobnie jak poprzednik była lokalną wersją północnoamerykańskiego Dodge'a Polary. Samochód wyróżniał się tym razem awangardowymi proporcjami z szeroko rozstawionymi, okrągłymi reflektorami i dużą, chromowaną atrapą chłodnicy w trapezoidalnym kształcie. Ponadto pojazd miał charakterystyczne podłużne przetłoczenia biegnące przez błotniki.

### Silnik
- L6 3.7l Slant-6
- V8 5.2l A
- V8 5.9l B
- V8 6.3l B
- V8 7.0l RB

## Trzecia generacja

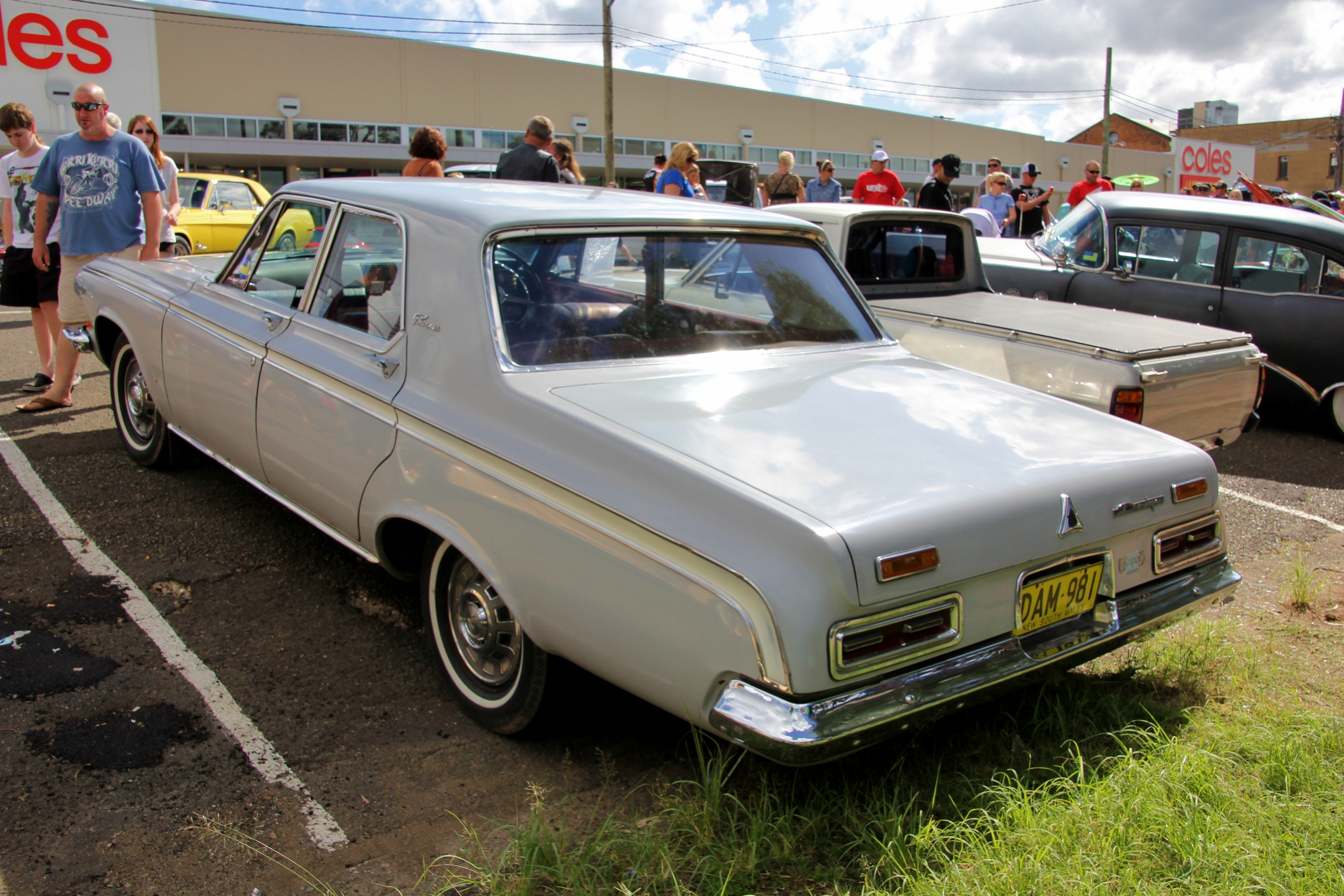
Dodge Phoenix III - tył

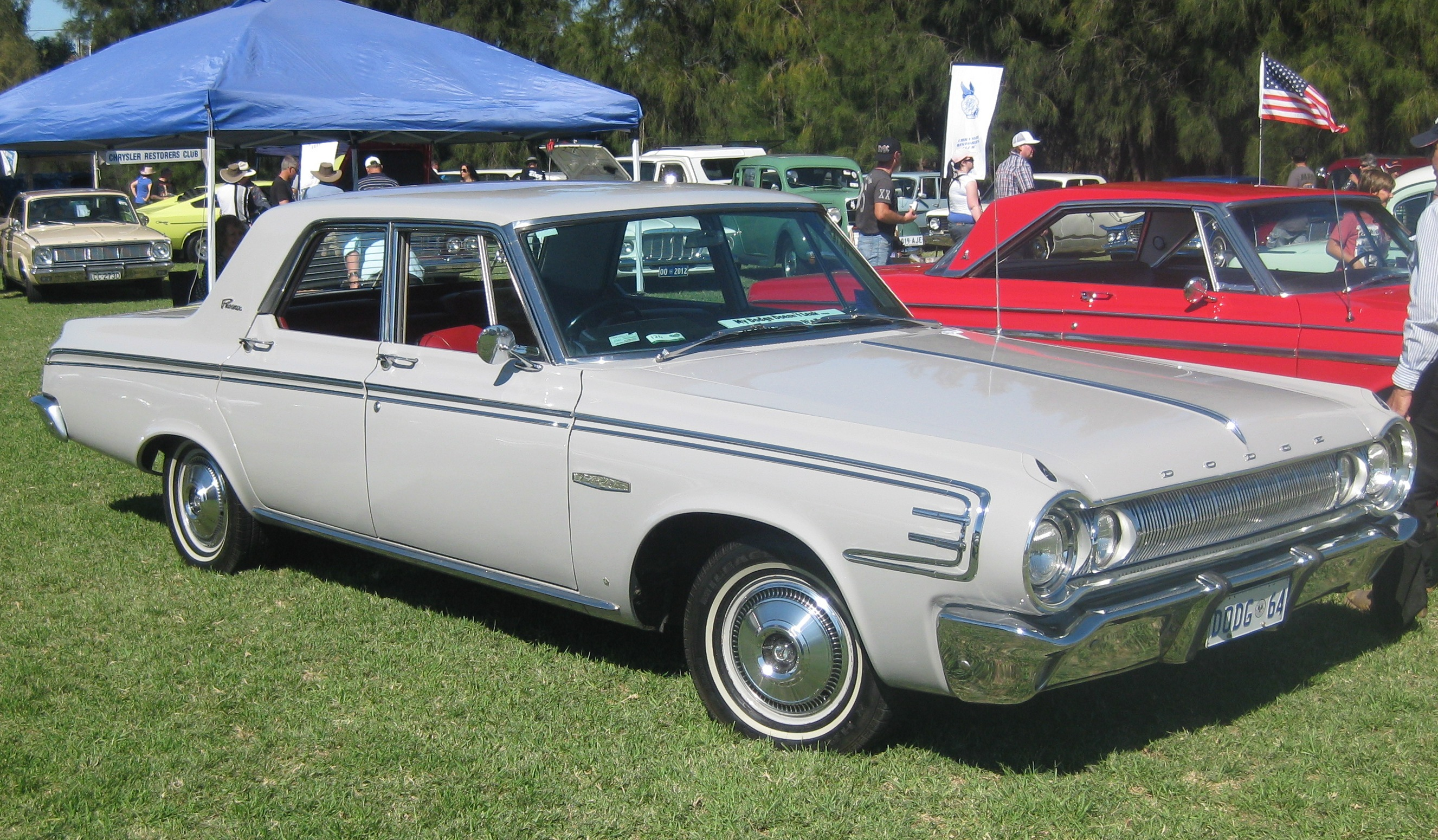
Dodge Phoenix III po liftingu

Dodge Phoenix III został zaprezentowany po raz pierwszy w 1963 roku.
W 1963 roku australijski oddział Dodge ponownie odświeżył model Phoenix, prezentując trzecią generację. Tym razem samochód był lokalną odmianą innego, niż w przypadku poprzedników, modelu Dodge oferowanego w Ameryce Północnej - 330. Różnice wizualne były minimalne, ograniczając się jedynie do innych detali.
W 1964 roku Dodge zdecydował się zmienić północnoamerykański model, na którym oparto Phoenixa na Dodge 440. W efekcie zmienił się wygląd pasa przedniego, a także tylnej części nadwozia.

### Silnik
- L6 3.7l Slant-6
- V8 5.2l A
- V8 5.9l B

## Czwarta generacja

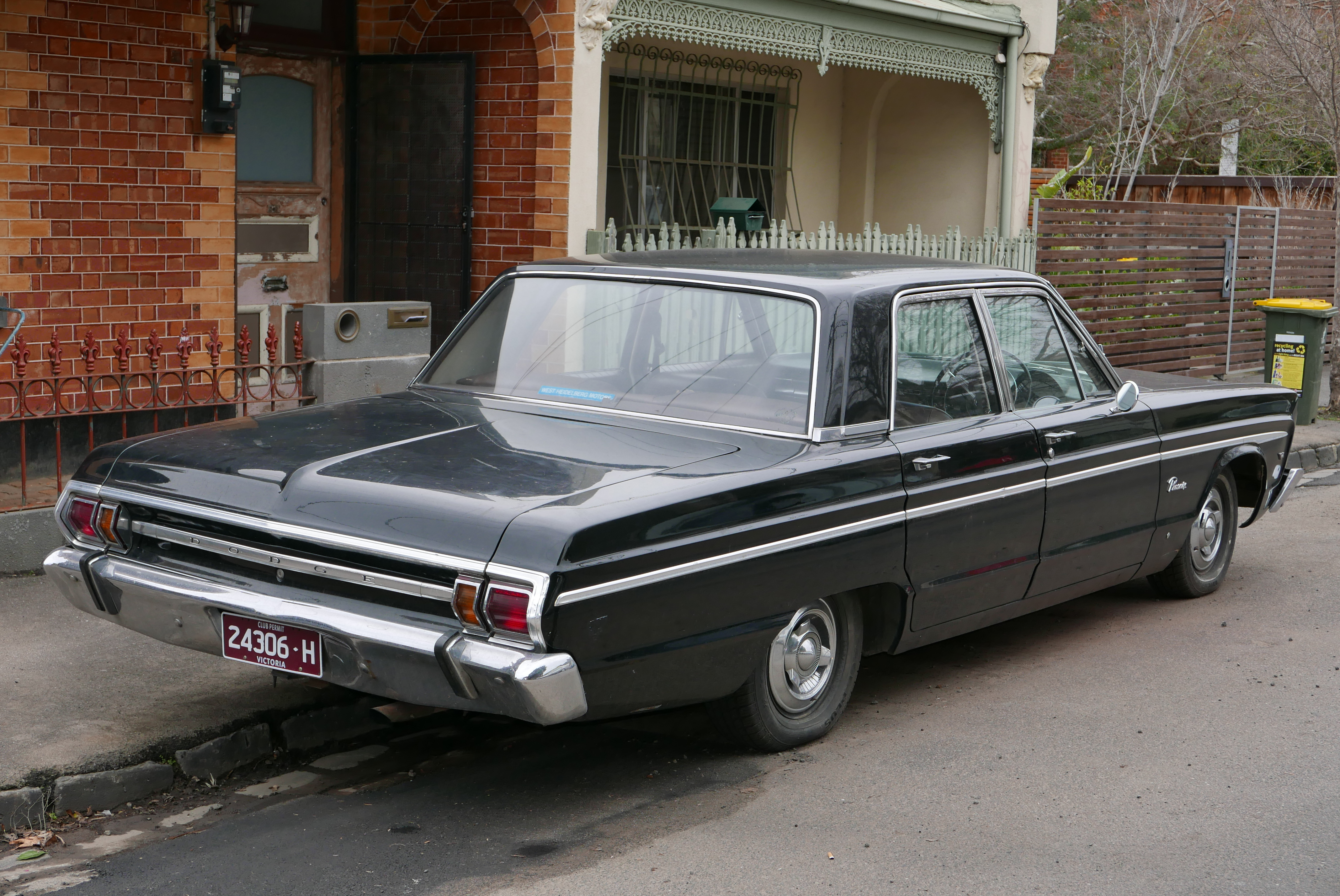
Dodge Phoenix IV - tył

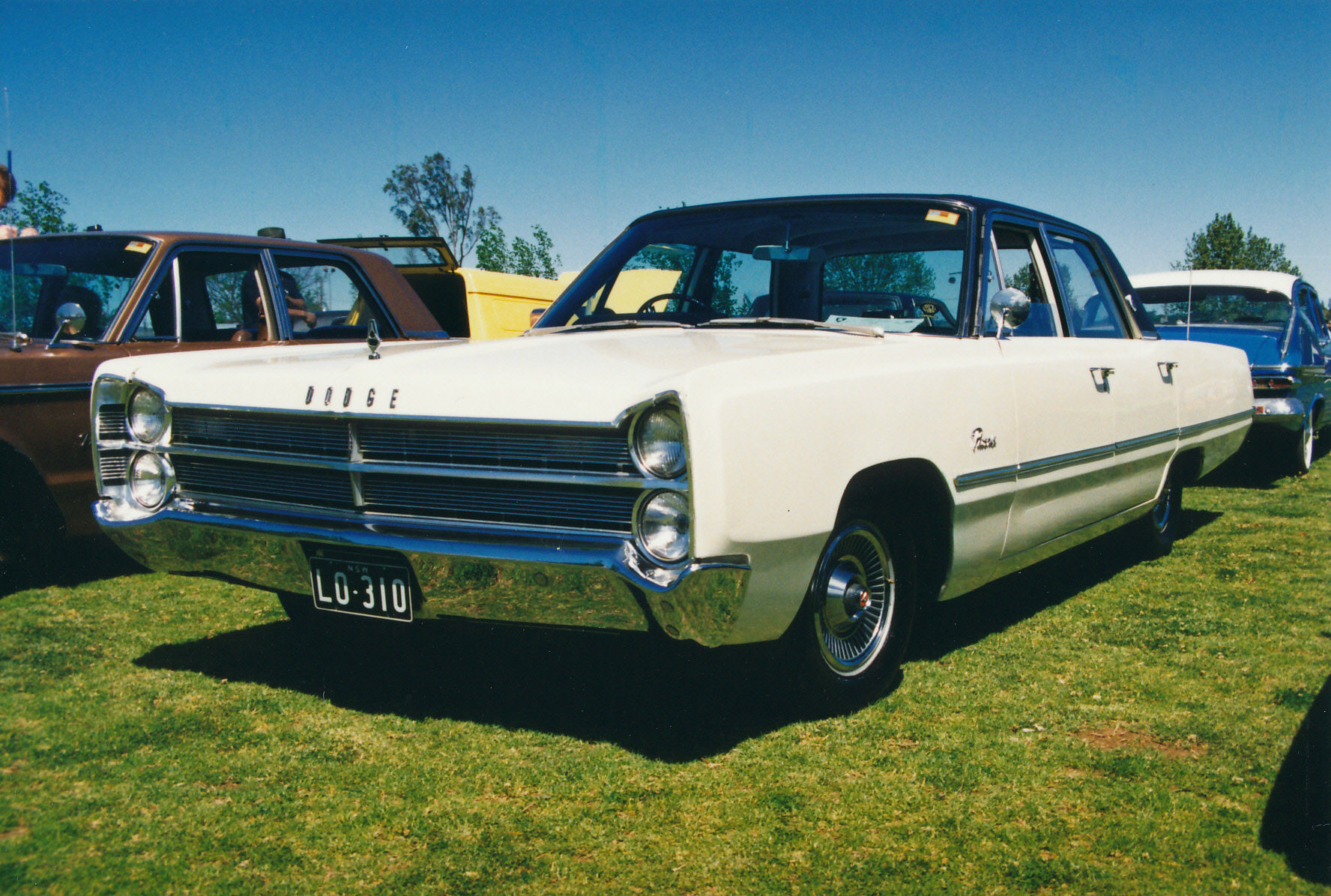
Dodge Phoenix IV po liftingu

Dodge Phoenix IV został zaprezentowany po raz pierwszy w 1965 roku.
Prezentując czwartą generację Dodge'a Phoenixa, australijski oddział marki zdecydował się ponownie zmienić północnoamerykański model, na jakim oparto pełnowymiarową limuzynę. Tym razem Dodge Phoenix był australijską odmianą Plymoutha Fury. W ten sposób, samochód wyróżniał się charakterystycznymi, pionowymi, podwójnymi reflektorami o okrągłym kształcie, a także masywnym, kanciastym nadwoziem. W 1967 roku samochód przeszedł drobną restylizację, która wyostrzyła kształt błotników.

### Silnik
- L6 3.7l Slant-6
- V8 5.2l LA
- V8 6.3l B
- V8 7.0l Wedge
- V8 7.2l RB

## Piąta generacja

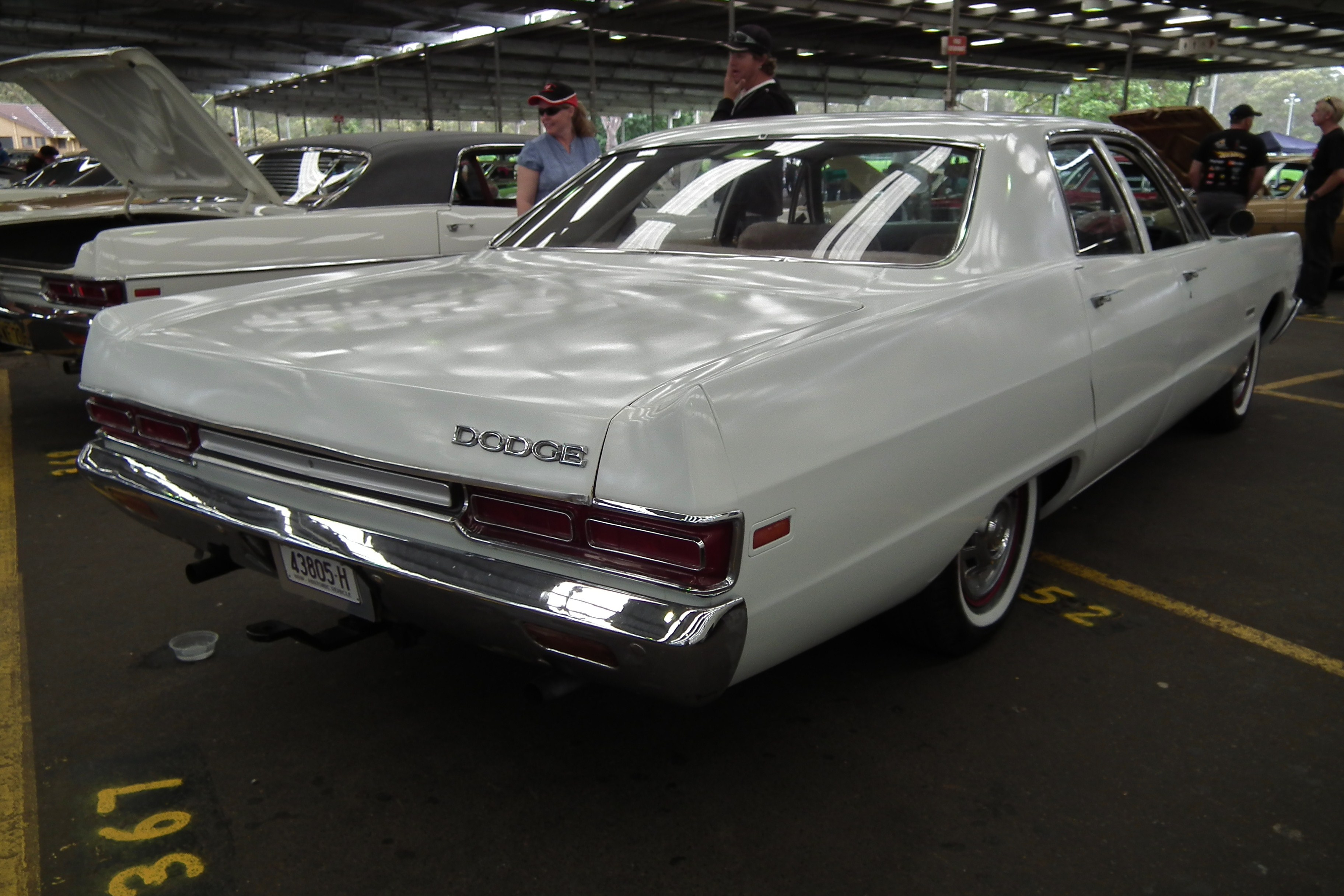
Dodge Phoenix V - tył

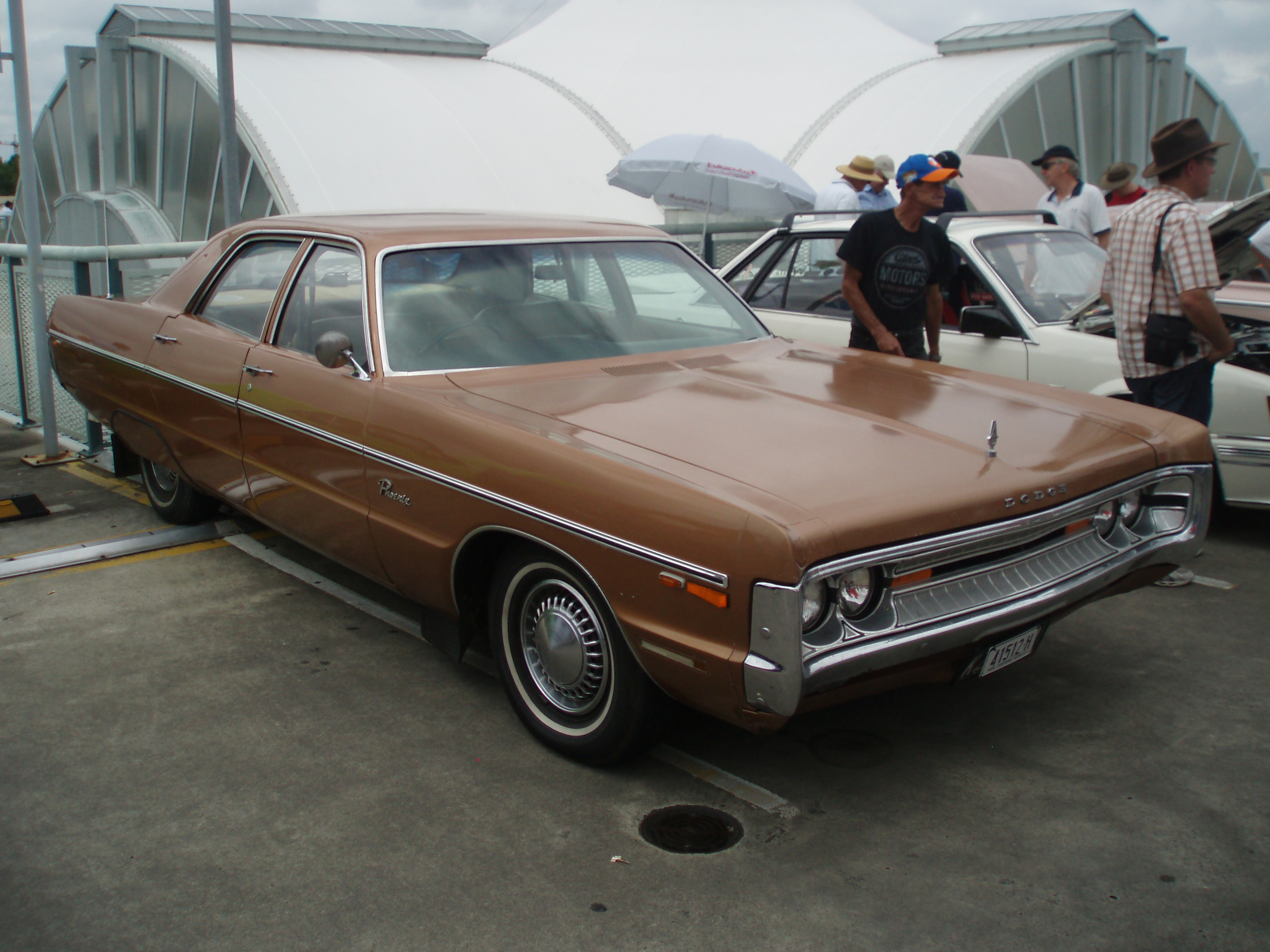
Dodge Phoenix V po liftingu

Dodge Phoenix V został zaprezentowany po raz pierwszy w 1969 roku.
W 1969 roku zadebiutowała piąta i zarazem ostatnia generacja Dodge'a Phoenixa. Podobnie jak poprzednik, była ona australijską odmianą Plymoutha Fury produkowaną lokalnie. Samochód zyskał równie masywną sylwetkę, jednak akcenty stylistyczne stały się bardziej stonowane. Podwójne, okrągłe reflektory ponownie były umieszczone poziomo, a karoseria zyskała dużo zagięć i zaokrągleń. W 1970 roku samochód przeszedł modernizację, w ramach której zmieniły się m.in. reflektory.

### Koniec produkcji
Produkcja Dodge'a Phoenix została zakończona w 1972 roku bez przewidzianego następcy. Wiązało się to z wycofaniem marki Dodge z rynku australijskiego.

### Silnik
- L6 3.7l RG
- V8 5.2l LA
- V8 5.9l LA
- V8 6.3l B
- V8 6.6l B
- V8 7.2l RB